# Dysdaemonia fosteri
Dysdaemonia fosteri is een vlinder uit de onderfamilie Arsenurinae van de familie nachtpauwogen (Saturniidae).
De wetenschappelijke naam van de soort is voor het eerst geldig gepubliceerd door Lionel Walter Rothschild in 1906.
De soort werd in januari 1905 door W. Foster verzameld in Sapucai, Paraguay.